# 日本の鉄道
日本の鉄道（にほんのてつどう）では、日本国内における広義の鉄道について述べる。日本には217社の鉄道事業者が存在し、最大の事業者はJRグループ（JR北海道、JR東日本、JR東海、JR西日本、JR四国、JR九州、JR貨物の7社）である。
日本は、比較的人口密度が高く、都市内輸送、都市間輸送において鉄道が重要な役割を担っているため、日本の鉄道は公共交通による国内旅客輸送量において81.7%のシェアを有する（2021年）。旅客輸送キロ数は、中国に次いで世界2位である。また定時運行性については、世界で最も優れた水準に達している。
しかしながら、鉄道インフラへの公的支援が弱く、貧弱なインフラで大量の旅客輸送を行う“詰め込み輸送”を前提としているため、他の先進国の鉄道と比べ接客サービスの水準は高いとは言えず、ごく一部の大手私鉄を除き事業者の経営は脆弱である。また輸送密度の低い過疎地域においては、人口減少やモータリゼーションの定着もあって、かなり厳しい経営とならざるを得ない。利用客の減少→減便→利便性の低下→さらなる利用客の減少という悪循環に見舞われた結果、廃線に追い込まれるローカル線も多い。ただ、鉄道部門は赤字でも不動産や観光事業などのサイドビジネスで黒字を出している中小鉄道事業者もある。

## 概説
日本における鉄道とは、狭義には鉄道事業法に基づいた国土交通省鉄道局の所管下にあるものを指す。軌道法に基づいて建設されたものは法的には軌道と呼ばれ、鉄道とは異なるものであるが、一般的にはこれも鉄道と呼ばれる。鉄道事業法と軌道法の2種類があるのは、軌道法が主に道路に敷設される鉄道を対象としているからである。また、鉄道事業法は旧運輸省の単独所管、軌道法は旧運輸省および旧建設省の共管と、所管官庁も異なっていた。2001年（平成13年）1月6日の中央省庁再編によって、運輸省および建設省は統合され、国土交通省となっている。
鉄道事業法や軌道法以外の法規の適用をうける鉄道もある。森林鉄道、鉱山鉄道、かつて存在した簡易軌道（←殖民軌道）がこれにあたる。
これらとは別に、一部私有地において、鉄道事業法や軌道法に基づかず建設された鉄道も存在する。旅館などの送迎などに使われるもののほか、小規模なトロッコ、遊園地の「おとぎ汽車」のような園内遊覧鉄道（遊具）がこれにあたる。

## 定義
日本の法律では、鉄道事業法施行規則第四条で、次のものが列挙されている。

第四条 法第四条第一項第六号の国土交通省令で定める鉄道の種類は、次のとおりとする。
一 普通鉄道 - ごく一般的な鉄道（2本の鉄製の線路の上を走るもの。新幹線から地下鉄・軽便鉄道・人車軌道まで）
二 懸垂式鉄道 - 懸垂式モノレール・スカイレール
三 跨座式鉄道 - 跨座式モノレール
四 案内軌条式鉄道 - 新交通システム (AGT)・ガイドウェイバス (GBS)
五 無軌条電車 - トロリーバス
六 鋼索鉄道 - ケーブルカー
七 浮上式鉄道 - 磁気浮上式鉄道・リニアモーターカー（ただし浮上せず、一に該当するリニアモーターカーもある。→リニア地下鉄など）・空気浮上式鉄道
八 前各号に掲げる鉄道以外の鉄道

上記（八）に当たるものとしては、2005年日本国際博覧会（愛・地球博）のIMTS（愛・地球博線）が「磁気誘導式鉄道」として追加された。
鉄道に近い形態でも遊園地等の園内遊覧鉄道や関西国際空港のウィングシャトルなど施設内に敷設されているものに関してはアトラクションや昇降機等の扱いとなっており、法律上は鉄道に含まれていない。
ロープウェイやリフトは鉄道と同じ法律（鉄道事業法）で「索道事業」として規定されている。

## 事業者
官営鉄道から日本国有鉄道の流れをくむJRグループのほか、地域によっては私鉄も存在する。JRグループの旅客輸送は人キロベースで5割のシェアを有する。
大都市圏にある大手私鉄・準大手私鉄は主に都心と郊外を結ぶ路線網を構築している。中小私鉄は主にJRの駅から離れた都市とJR駅を結ぶ役割のものが多い。大都市では地下鉄もある。日本では地下鉄はいずれも特殊会社または地方公営企業（公営交通）の形態をとっている。大都市圏には拠点駅と空港や郊外の住宅地を結ぶモノレール、新交通システムも存在する。地方部には、主に旧国鉄の赤字ローカル線を継承した、地元自治体等の出資による第三セクター鉄道が存在する。主に山岳部の観光地にはケーブルカーも存在する。
法規上路面電車は軌道法に準拠する。戦後の高度成長期のモータリゼーションの進行の結果、路面電車は撤去が進んだが、現在でも一部の都市で運行されている。地方公営企業（公営交通）形態のものと民間企業（私鉄）形態のものが混在する。2000年代以降のコンパクトシティ政策などで路面電車の有効性が見直され、JRの在来線が路面電車に再編されたり（富山ライトレール）、宇都宮ライトレールが全線新設されたりしている。

### JRグループ
1987年に日本国有鉄道（国鉄）の分割・民営化に伴い、JRグループとして北海道旅客鉄道（JR北海道）、東日本旅客鉄道（JR東日本）、東海旅客鉄道（JR東海）、西日本旅客鉄道（JR西日本）、四国旅客鉄道（JR四国）、九州旅客鉄道（JR九州）、日本貨物鉄道（JR貨物）の7社が発足した。これら7社のうち、JR東日本、JR東海、JR西日本、JR九州の4社については、後に国が保有していた株式をすべて市場に売却し、完全民営化を達成した。これに対し、JR北海道、JR四国、JR貨物の3社に関しては、JR会社法の適用を受け、政府が100%出資する株式会社形態の特殊会社となっており、株式の上場は行われていない。

### 大手私鉄
大手私鉄各社は、大都市部を中心として多くの輸送量を有し、どの会社も利益を上げている。しかし、日本全体の人口減や分割民営化されたJRの攻勢による競争激化などの影響を受け、輸送人員は減少傾向である。鉄道事業だけではなく、不動産事業などの関連事業で利益を出している会社も多い。
一般に、以下の16の鉄道会社が、大手私鉄と呼ばれる。東京圏は最初の9社、大阪圏は2つの都市圏を結ぶ近鉄を含めて5社、名古屋は名鉄、福岡圏は西鉄のみである。
- 東京地下鉄（東京メトロ）
- 東武鉄道
- 西武鉄道
- 京浜急行電鉄
- 東急電鉄
- 京成電鉄
- 小田急電鉄
- 相模鉄道
- 京王電鉄
- 名古屋鉄道
- 近畿日本鉄道
- 南海電気鉄道
- 京阪電気鉄道
- 阪急電鉄
- 阪神電気鉄道
- 西日本鉄道

### 中小私鉄
一般に、以下の3の鉄道会社が、準大手私鉄と呼ばれる。いずれも関西にある。
- 北大阪急行電鉄
- 神戸高速鉄道
- 山陽電気鉄道

### 公営鉄道・第三セクター鉄道
地方公共団体（公営交通）や、民間企業と地方公共団体の共同出資による第三セクターによる鉄道は、都市部の地下鉄や、交通網が脆弱な地域の交通需要を担っている。しかし、地方においては、旧国鉄の赤字路線をそのまま引き継ぐなど、経営状態はどこも苦しいのが実情である。都市部においてはまとまった需要があるため、路線により様々な状況がある。建設費の高騰から運賃が高価になり、そのため輸送量が伸び悩み、沿線の開発も進まないという悪循環に陥っている路線が多い。その一方でつくばエクスプレスのように好調な輸送実績をあげ、沿線開発が盛んに行われている鉄道路線もある。公営という性質上、保守的な経営形態をとるものが多い一方で、路線を新設し、LRTを導入した富山ライトレールのように新しい戦略をとる会社もある。

## 旅客輸送
| 事業者   | 輸送人員 (千人) | 輸送人キロ (千人キロ) |
| -------- | --------------- | --------------------- |
| JR北海道 | 94,371          | 2,234,907             |
| JR東日本 | 4,536,596       | 84,550,898            |
| JR東海   | 363,589         | 24,609,783            |
| JR西日本 | 1,425,216       | 34,110,292            |
| JR四国   | 33,863          | 875,935               |
| JR九州   | 251,050         | 5,564,720             |
| 東武     | 677,046         | 8,576,472             |
| 西武     | 471,752         | 6,129,730             |
| 京成     | 208,714         | 2,534,868             |
| 京王     | 450,644         | 5,174,055             |
| 小田急   | 525,225         | 7,581,302             |
| 東急     | 805,783         | 7,376,243             |
| 京急     | 334,904         | 4,354,440             |
| 相鉄     | 174,827         | 1,846,771             |
| 名鉄     | 296,235         | 5,228,401             |
| 近鉄     | 425,869         | 7,210,138             |
| 南海     | 178,159         | 2,704,849             |
| 京阪     | 207,726         | 2,834,177             |
| 阪急     | 485,104         | 6,481,959             |
| 阪神     | 183,551         | 1,657,108             |
| 西鉄     | 79,048          | 1,120,731             |

日本の鉄道の旅客輸送量は高水準であり、特に都市鉄道として東京圏、関西圏の主要路線と、都市間を結ぶ鉄道として東海道新幹線は、世界の鉄道でも高い輸送密度を有している。東海道新幹線の東京 - 新大阪間は、通勤列車なみの頻度で運行され、最大毎時16本もの列車が走っているが、これだけの輸送量・頻度で中長距離の都市間を結ぶ高速鉄道は稀である。

### 速度
特別に高速運転ができるように設計・建設された新幹線では、山陽新幹線西明石以西で「のぞみ」が最高速度300 km/h、東北新幹線宇都宮 - 盛岡間において「はやぶさ」「こまち」などのE5系・E6系およびH5系使用列車が、最高速度320 km/hの高速運転を行っている。
一方、在来線の最高速度はごく一部に160 km/h走行が可能な路線がある程度で、重要幹線でもおおむね120 - 130 km/hにとどまっている。主な理由は
- 多くの路線が狭軌であり、台車が小さくなるので高出力のモーターを搭載するのが難しかった。
- 山地が多いが、長大トンネルを建設するのが難しかったため1930年代以前に建設された路線はカーブが多い（蒸気機関車の走行にはカーブを増やしてでも勾配をできるだけ避けた方が有利であった。また、長大トンネルは建設費等のほかに蒸気機関車からの煤煙の問題があった）。
- 人口が密集しているために踏切が多く、そのため非常ブレーキをかけてから600 m以内で停止しなければならないという規制があった（600メートル条項）。

などが挙げられる。

### 安全対策
かつては重大事故が多発していたが、ガソリンカーや木造車の置き換え、自動列車停止装置（ATS）・自動列車制御装置 (ATC)の導入、連続立体交差事業、全体的な技術向上などにより、安定成長期になると数十名以上が死傷するような大事故はなくなっていた。しかし国鉄分割民営化・バブル崩壊後は信楽高原鐵道事故、福知山線脱線事故、JR北海道の2010年代からの事故多発といった事態も起き、鉄道の安全性への問題点が注目される契機となった。鉄道各社とも、継続的に安全対策への投資を実施しており、基幹的な安全対策に加えて、ホームドア等の新たな安全対策も普及してきている。

### バリアフリー
交通バリアフリー法の施行に伴い、各事業者とも、バリアフリー化に力を入れている。主にエスカレーター、エレベーター設備の拡充が、都市部を中心に行なわれている。駅のトイレも多目的トイレの増設などが行なわれている。列車内トイレを多目的化したものもある。しかし、経営状態のよくない事業者ではバリアフリー化が進展していないところも多い。路面電車においては低床車両であるLRV（超低床電車）が盛んに導入されている。

### サービス向上
利用者の増加を図るためにはサービス向上が必要であり、このために各事業者とも種々の施策を講じている。社員教育などの人的な点から、複数路線をまたがって利用したときの精算の手間を省く共通カード導入、さらにキャッシュレス化などが行なわれている。
また、駅構内に店舗を勧誘・設置する（いわゆる「駅ナカ」）ことにより、利用者の利便性を向上し、同時に鉄道事業者の収益を確保する手法も広く用いられている。JRは、民営化によって旧国鉄時代に比べて自由に事業が実施できるようになったため、大都市部の主要駅を中心に、多くのテナントが駅舎内に展開するようになった。しかし、駅構内という圧倒的に有利な立地に商店を開業することで、駅周辺の商店への影響が出ている場合もある。

### 都市の過密な旅客輸送

#### 高い旅客輸送密度

東京圏主要31区間のピーク時における平均混雑率等の推移（国土交通省鉄道局）

東京圏では、山手線、中央快速線等の路線で、10両編成で3,000 - 4,000人の乗客が輸送され、複線でラッシュ時に片道10万人/時程度の輸送人員に達するが、これはモスクワ地下鉄の13.8万人/時に次ぐ輸送密度である。一時期は混雑時に椅子がすべて収容される他国に類のない設計の6扉車が大量投入されるほどであった。過酷な通勤ラッシュは他国でもしばしば紹介されることがある。
世界最大の都市圏である首都圏の経済活動はこのような鉄道なしには成立しえない反面、人々の生活の快適性や福祉の観点からは問題がある。高度経済成長期以降、国鉄の通勤五方面作戦に代表される複々線化や営団地下鉄の新線開業など、混雑緩和のための輸送力強化が精力的に取り組まれたが、人口の東京一極集中が進む中で解消には程遠い状況で、さらにインフラ増強は国鉄と営団の民営化により停滞するなど、今に至るまで抜本的な改善を見ていない。さらに鉄道事業の赤字に悩む事業者の合理化によって営業本数や編成車両数の削減が進められた結果、近年は地方線区でもラッシュ時の詰め込み輸送が見られるようになっている。

#### 乗降客数の多い駅

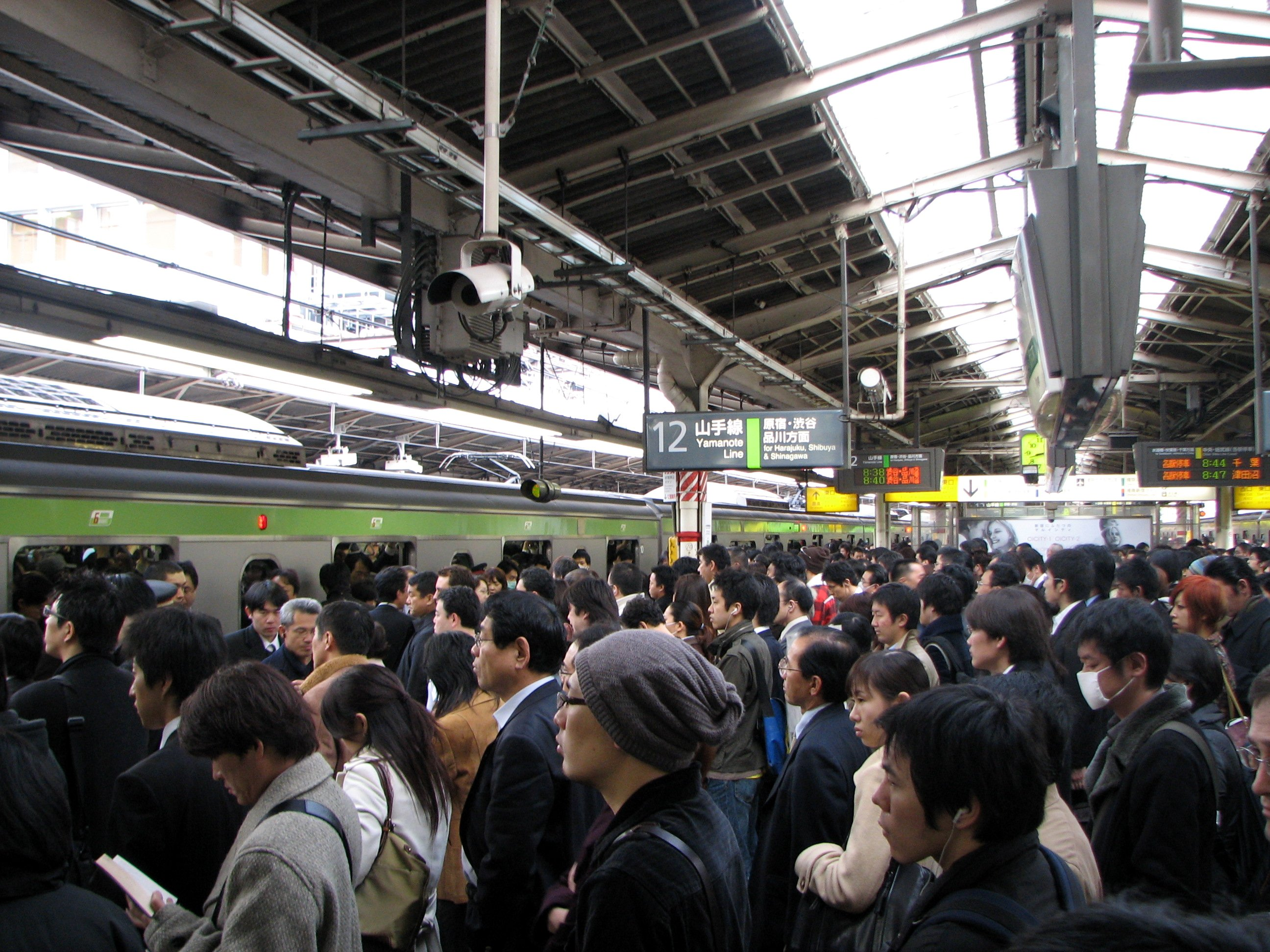
新宿駅

前述のような高い輸送人員・輸送密度・旅客シェアなどが関連され、世界一乗降客数の多い駅は日本の新宿駅（JR東日本だけで1日平均約150万人、私鉄含め約350万人）となっている。さらに世界第2位以下は渋谷駅、池袋駅、梅田駅・大阪駅、横浜駅と日本の駅が続いている。
一方の日本国外で最も乗降客数の多い駅は台湾の台北駅であり、次いでフランスのパリ北駅であるが、年間1億9千万人の乗降客数（フランス国鉄分のみでメトロを含まない）を持っているが、1日平均に直すと約52万人であり、これは、新宿駅の7分の1で、日本の駅では阪急梅田駅と同程度にすぎない。
これらの高い需要とシェア、時間の正確さは後述する他の特徴にも影響を与えている。また、三戸祐子によれば高い需要と時間の正確さについても相互的に影響を与えていると推測している。

## 貨物輸送
貨物鉄道事業者は22社が存在する。
国鉄分割民営化に伴い、鉄道貨物輸送は日本貨物鉄道（JR貨物）に委ねられた。かつて鉄道貨物は日本の貨物輸送の基軸を担っていたものの、昭和40年代以降、高速道路網の伸長、宅配サービスの充実、スト権ストによる国鉄貨物への信頼失墜などの影響で貨物輸送量は激減した、昭和50年代の国鉄末期には、経営合理化のために、貨物列車や設備は大幅に整理された上で、JR貨物に引き継がれた。
JR貨物発足後も、鉄道貨物輸送量は低水準にとどまっているが、環境保護という観点や、鉄道輸送のメリットの再見直し、貨車（車扱貨物）からコンテナ化、新車導入による速達化などの営業努力により、JR貨物の経営は黒字に転じている。
しかし、地方の貨物輸送を中心とする中小私鉄（臨海鉄道等）については、経営の厳しいところも多い。

## 統計
日本の鉄道の輸送人員は約250億人（2019年）で世界一である。二番目はインドでインドの鉄道の輸送人員は約50億人であり、この数字はJR東日本（約65億人;2019年）よりも少なくなっている。

### 輸送シェア
|                                                            | 1965  | 1970  | 1975  | 1980  | 1985  | 1990  | 1995  | 2000  | 2005  | 2010  | 2012  | 2014  | 2016  | 2018  | 2019  | 2020  |
| ---------------------------------------------------------- | ----- | ----- | ----- | ----- | ----- | ----- | ----- | ----- | ----- | ----- | ----- | ----- | ----- | ----- | ----- | ----- |
| 自動車                                                     | 1,208 | 2,842 | 3,609 | 4,317 | 4,893 | 8,531 | 9,174 | 9,513 | 9,330 | 777   | 757   | 726   | 701   | 701   | 656   | 256   |
| 鉄道                                                       | 2,555 | 2,888 | 3,238 | 3,145 | 3,301 | 3,875 | 4,001 | 3,843 | 3,912 | 3,934 | 4,044 | 4,159 | 4,290 | 4,418 | 4,350 | 2,631 |
| 水運                                                       | 34    | 48    | 69    | 61    | 58    | 63    | 55    | 43    | 40    | 30    | 31    | 30    | 33    | 34    | 31    | 15    |
| 航空                                                       | 30    | 93    | 191   | 297   | 331   | 516   | 650   | 797   | 832   | 738   | 779   | 868   | 888   | 962   | 945   | 315   |
| ※ 自動車は2010年より、自家用乗用車・軽自動車が除外される。 |       |       |       |       |       |       |       |       |       |       |       |       |       |       |       |       |

|                                                          | 1950 | 1955 | 1960 | 1965 | 1970  | 1975  | 1980  | 1985  | 1990  | 1995  | 2000  | 2005  | 2010  | 2015  | 2017  | 2018  | 2019  |
| -------------------------------------------------------- | ---- | ---- | ---- | ---- | ----- | ----- | ----- | ----- | ----- | ----- | ----- | ----- | ----- | ----- | ----- | ----- | ----- |
| 自動車                                                   | 54   | 95   | 208  | 484  | 1,359 | 1,297 | 1,789 | 2,059 | 2,742 | 2,946 | 3,131 | 3,350 | 2,432 | 2,043 | 2,108 | 2,105 | 2,138 |
| 鉄道                                                     | 312  | 427  | 539  | 567  | 630   | 471   | 374   | 219   | 272   | 251   | 221   | 228   | 204   | 215   | 217   | 194   | 200   |
| 内陸海運                                                 | 255  | 290  | 636  | 806  | 1,512 | 1,836 | 2,222 | 2,058 | 2,445 | 2,383 | 2,417 | 2,116 | 1,799 | 1,804 | 1,809 | 1,791 | 1,697 |
| 航空                                                     | 0.0  | 0.0  | 0.1  | 0.2  | 0.7   | 1.5   | 2.9   | 4.8   | 8.0   | 9.2   | 10.8  | 10.8  | 10.3  | 10.6  | 10.7  | 9.8   | 9.3   |
| ※ 自動車は2010年より集計方法が変わったため、連続しない。 |      |      |      |      |       |       |       |       |       |       |       |       |       |       |       |       |       |

日本の鉄道の旅客輸送のシェアは、昭和30年代、40年代の自動車の普及（モータリゼーション）を経て大幅に低下した後も、約30 %を維持しており、世界各国と比較しても最も高い水準である。特に東京圏、大阪圏の鉄道と新幹線は、他の交通機関と比べて相対的に利便性が高いため、日常的に人々に利用され親しまれている。ただし東京圏、大阪圏以外の地方部では自動車の利便性の方が高く、鉄道はあまり利用されない場合が多い。なお貨物輸送のシェアは5 %弱で低水準にとどまっている（2019年）。

### 輸送量
| 年     | 旅客輸送  | 貨物輸送  |
| ------ | --------- | --------- |
| 昭和40 | 4,278,671 | 4,151,793 |
| 45     | 5,291,582 | 4,125,914 |
| 50     | 5,878,893 | 2,982,165 |
| 55     | 6,123,283 | 2,188,584 |
| 60     | 6,113,268 | 1,190,771 |
| 平成2  | 7,176,375 | 1,483,303 |
| 7      | 7,531,706 | 1,454,950 |
| 12     | 7,770,227 | 1,247,096 |
| 17     | 8,237,240 | 1,192,123 |
| 19     | 8,301,381 | 1,270,008 |
| 21     | 8,376,123 | 1,228,156 |
| 22     | 8,332,137 | 1,131,987 |
| 23     | 8,288,215 | 1,101,298 |
| 24     | 8,419,252 | 1,112,761 |
| 25     | 8,468,738 | 1,153,618 |
| 26     | 8,481,176 | 1,089,722 |
| 27     | 8,610,770 | 1,231,867 |
| 28     | 8,645,444 | 1,193,760 |
| 29     | 8,677,590 | 1,200,296 |
| 30     | 8,683,466 | 1,146,342 |
| 令和   | 8,770,453 | 1,248,597 |
| 2      | 8,503,218 | 1,210,085 |

昭和30年代までは全体的に増加傾向にあったが、昭和40年代以降は、まず高度経済成長期の産業構造の変化にともなう人口分布の変化（大都市への集中）と、自家用車の普及により地方中小私鉄の輸送量減少が進み、多くの中小私鉄が廃線となった。昭和40年代後半（1970年代）以降は航空運賃の低廉化、道路特定財源制度等を利用して高速道路建設等の道路整備、オイルショック後の石油の低価格化による自動車・航空機の増加で、鉄道による長距離輸送の需要減が進んだ。
現在では少子化・高齢化と人口分布の都心回帰が進み、地方中小私鉄だけでなく、大都市圏の私鉄でも、都心と郊外を結ぶ路線については輸送人員が増加から減少に転じる路線も出てきている。
一方、都市部においては輸送量が年々増加している路線もある上、路線の開業による輸送量の増加もみられる。地方においても自動車や航空機に対抗した種々の改善策、観光客の増加などにより、一部路線においては輸送量が増えているところもある。

## 歴史

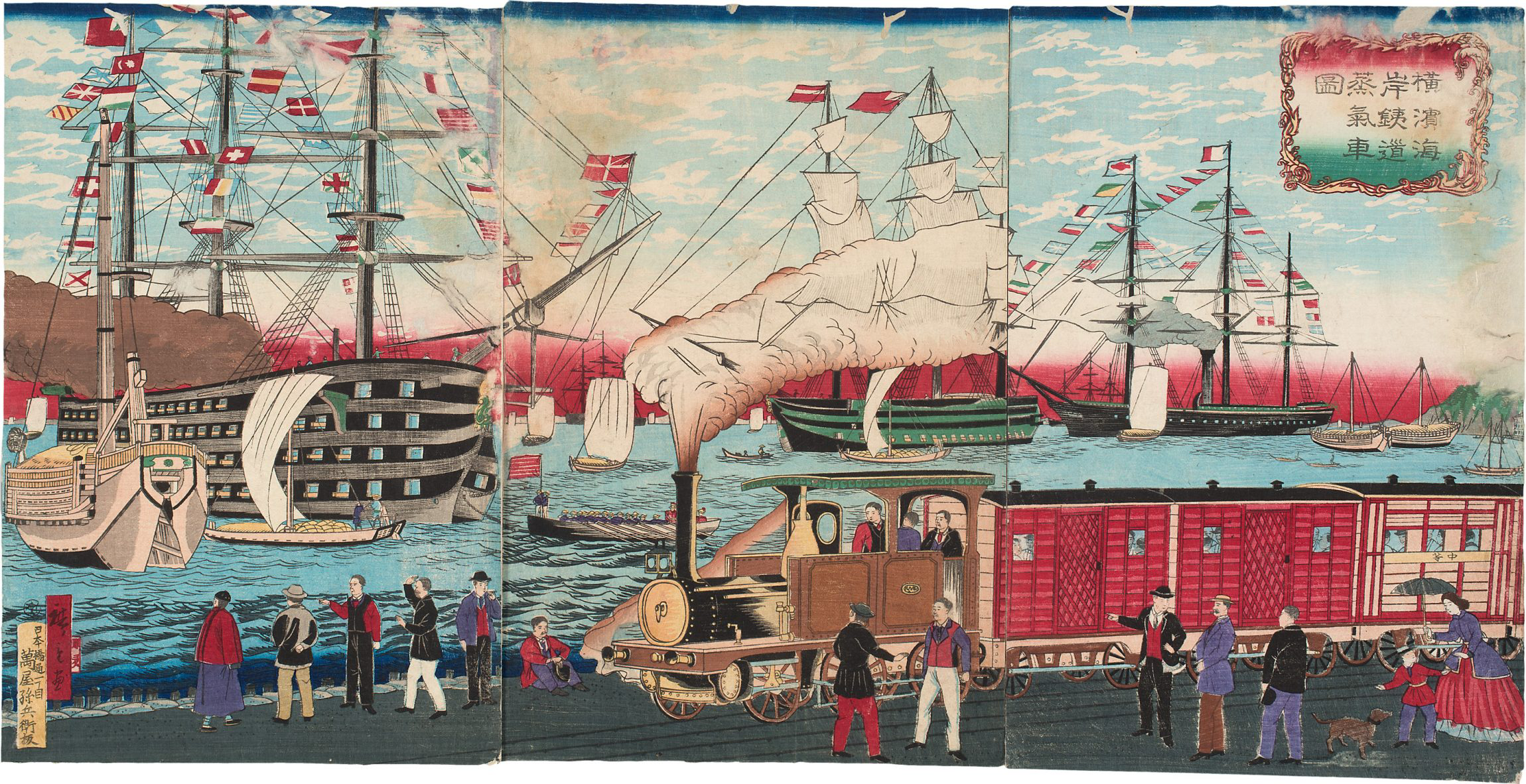
三代歌川広重作『横浜海岸鉄道蒸気車之図』

1872年（明治5年）に開業した日本最初の鉄道は、国による建設であり、日本の鉄道は国有国営を旨としたが、その後勃発した西南戦争による政府財政の窮乏により、幹線鉄道網の一部は日本鉄道などの私鉄により建設された。しかし、日清・日露の両戦争を経て、軍事輸送の観点などから鉄道国有論が高まり、1906年（明治39年）に鉄道国有法が制定され、日本の鉄道網は基本的に国が運営することとなった。一部の私鉄は民営のまま残ったが、一地方の輸送を担うのみとなった。その後も、鉄道敷設法に基づいて、私鉄の買収国有化が行われた。
鉄道国有法以降、第二次世界大戦直後までは、国（鉄道寮→鉄道院→鉄道省→運輸省）が全国の主要路線（国有鉄道）を直接運営していたが、1949年（昭和24年）の公共企業体（日本国有鉄道）への改組を経て、1987年（昭和62年）には国鉄分割民営化により国鉄そのものが解体され、JRグループ7社に承継されている。
- 1872年6月12日（太陽暦） - 工部省鉄道寮により、品川・横浜間が仮開業[15]。
- 1872年10月14日（太陽暦） - 新橋・横浜間が開通（日本の鉄道開業）。この日を「鉄道の日」と定める[15]。
- 1881年 - 民間資本を取り入れた日本鉄道株式会社が設立される[15]。
- 1887年 - 私設鉄道条例が公布され、私鉄の建設が初めて認められる[15]。
- 1906年 - 鉄道国有法が公布され、日本鉄道および主な私鉄が官設鉄道に買収される[15]。
- 1920年 - 鉄道省が設置される[15]。
- 1943年 - 鉄道省が廃止され、運輸通信省となる[15]。
- 1945年 - 運輸省に改組され、鉄道は鉄道総局の所有となる[15]。
- 1948年 - 日本国有鉄道法の公布により日本国有鉄道（国鉄）が設立、運営者と監督庁省が分離される[15]。
- 1964年 - 東海道新幹線の東京・新大阪間が開業[15]。この年以降、国鉄の決算は赤字となる[16]。
- 1970年 - 全国新幹線鉄道整備法が公布される（整備新幹線の策定）[15]。
- 1987年 - 国鉄分割民営化が実施され、JRグループ7社が発足する[15]。

### 個別項目
以下の項目も参照。
- 整備新幹線
- 日本国有鉄道（国鉄）
- 日本の電車史
- 日本の気動車史
- 日本の蒸気機関車史
- 日本の電気機関車史
- 日本のディーゼル機関車史
- 日本の改軌論争
- 国鉄ダイヤ改正
- JRダイヤ改正
- 鉄道事故

## 地域別の鉄道概要
- 北海道の鉄道
- 四国の鉄道
- 九州の鉄道
- 沖縄県の鉄道

## 他国の鉄道との比較

### 定時性の高さと脆弱な輸送インフラ
日本の鉄道は、日本以外の国の鉄道と比較して、定時性がきわめて高いといわれている。
紀行作家の宮脇俊三は、日本の鉄道が世界に誇れることとして、列車本数の多さと時間の正確さを挙げていた。現に日本国外の鉄道関係者が来日して新幹線に乗車した際、各人に懐中時計を持たせて駅の到着時刻を計らせたら、1秒違わず到着するのを見て「クレイジー」であると証言したという逸話も存在している。また、日本以外では5 - 15分程度の遅れは（高速鉄道であろうと）定時とみなすところが多いが、日本国内では15 - 30秒程度のずれも遅れと見なされることもあり、時間に関する日本人論で紹介されることがある。一方、定時性への固執が問題になったのが2005年の福知山線脱線事故である。
鉄道の正確さを支えたもの
- 列車本数の多さ - 人口が密集している日本においては、列車本数が諸国に比べても必然的に多くなる傾向があるが、そうなると僅かな時間差でも他の列車に影響を及ぼすため、必然的に定時性を保つ必要が出てきた。
- 路線網の複雑さ - 分岐駅で列車同士が接続することも多くなり、時には分割併結を行うこともある。この場合も僅かなずれが生じると、全部の路線の多数列車に影響を及ぼすことになるため、定時性が高まる。

反面、合理化で以下のような定時制確保の妨げになるものが生じている。
- インフラストラクチャの貧弱さ - 日本の鉄道は、列車本数や輸送量の多さに対して、線路や駅設備などのインフラストラクチャが貧弱である。本来なら複々線が適当な線区でも、複線しか敷設されていないことも多い。そのため、ある列車のわずかな遅れで、関係する路線すべてに影響を及ぼす。近年は特に「合理化」を目的に、待避線や行き違い線の撤去などを行っており、ダイヤ乱れに対する回復力が低下している。
- 人的能力 - 以前は、列車の正確な運行を支えるため、多くの社員・職員が努力していたほか、ダイヤが乱れた場合でも、局所的な対応で間に合う場合も多かったが、近年は要員の削減や合理化、指令の一元化などにより、きめ細かな運転整理が難しくなっている。また、コンピュータの導入により、ダイヤが乱れた場合の融通が利かなくなっている。

定時確保のための努力
工夫と努力なしでは定時性を保つことはできなかった。「運転の神様」と呼ばれる結城弘毅をはじめ、様々な関係者が鉄道の定時性を保とうと苦心した結果、現在の定時性が保たれている。最近では各地でダイヤの見直しによって一旦は競合交通機関対策で短縮した所要時間を多少延ばして遅れても問題ないように余裕時間を増やしている鉄道会社もある。

### 民間部門の強さと公的支援の弱さ
日本では、特に東京圏、大阪圏、名古屋圏、福岡圏の鉄道は、私鉄の果たす役割が大きい。また分割・民営化後のJRも、JR東日本、JR東海、JR西日本の3社は黒字経営を続けている。これらのJR、私鉄は、鉄道業を中心として、不動産、小売業、宿泊業など、鉄道利用者や沿線住民の生活に関する様々な関連事業を展開している。
他国では、現在では鉄道業で採算が成立することはきわめて難しく、鉄道事業は政府などの出資なしには成り立たないとされる。それ故に他の諸国での鉄道業は、公営鉄道や国有鉄道の国や地方の公共事業となっていることが多い。鉄道の草創期は民間事業者によって鉄道網が発展した国は多いものの、21世紀に入って国家的な規模で民間事業者による路線網が成立している国は、日本以外ではアメリカ合衆国などごく一部にとどまる。
このような事業を行える要因としては、先述の通り他国と比較して旅客鉄道に対するきわめて高い需要があるからである。しかし、東京圏や大阪圏のような過密運行ができる線区がほとんどないJR三島会社（JR北海道、JR九州、JR四国）、および多くの中小私鉄事業者は路線網を維持するに足りるだけの収益は得られない状況で、関連事業の収益も鉄道部門の赤字を埋めるに足りない場合、経営難に直面することになる。整備新幹線開業で発足した並行在来線などは地元自治体の支援を受けているが、JR北海道およびJR四国の路線は全線赤字、JR九州も篠栗線を除き全線赤字であり、このような地域の事業者に独立採算を前提にしたスキームを適用するのは無理がある。
JR九州の鉄道事業の売上に占める割合は約4割程度であり、利益は流通事業や不動産事業などの関連事業で稼ぎ出している。2017年に完全民営化した同社は、株主から赤字部門である鉄道事業の合理化を求められ、2018年3月のダイヤ改正で大都市圏や主要幹線も含めた大幅な減便を断行。ローカル線の利便性の悪化のみならず、大都市圏ではラッシュ時の混雑の悪化などが予想されている。
また地域鉄道については、事業者の96%が経常赤字であった（2021年度）。

### 治安・清潔性の高さ
日本は鉄道の治安や清潔性が世界で最も高い国の一つである。治安の悪化を指摘する声もあるものの 、日本では地下鉄の車内で乗客が居眠りをしても犯罪に遭う可能性が低く、また深夜でも女性が安心して1人で鉄道を利用できる。これは世界的にみれば特筆すべきことである。また鉄道車両への落書き、器物破損（ヴァンダリズム）により荒廃した列車が見られる国は多いものの、現在の日本ではこのようなことは珍しく、一般に鉄道車両は公共物として尊重され、清潔な状態が保たれている。